# Ein Kleines Kompliment
Ein Kleines Kompliment is een Duitstalige single van de Belgische artiest Louis Neefs  uit 1962.
Het nummer verscheen op het gelijknamige album uit 1966.
De B-kant van de single was het liedje Fragst Du Die Möwe.